# Наум Бендев
Наум Георгиев Бендев или Бендов е български революционер, войвода на Вътрешната македоно-одринска революционна организация.

## Биография
Бендов е роден в 1870 година в село Гявато, Битолско, Македония, тогава в Османската империя. Влиза във ВМОРО в 1900 година и става селски войвода. През Илинденско-Преображенското въстание е войвода на гяватската чета. На Илинден, 2 август четата на Бендев участва в сражението при Гявато и запалва селото. След това се оттегля към Смилево и участва в голямото сражение там. Заедно с четата на Георги Сугарев се оттегля към селото Боище, където също дава сражение на османците.